# Chlorochaeta meyricki
Chlorochaeta meyricki là một loài bướm đêm trong họ Geometridae.